# Partidario

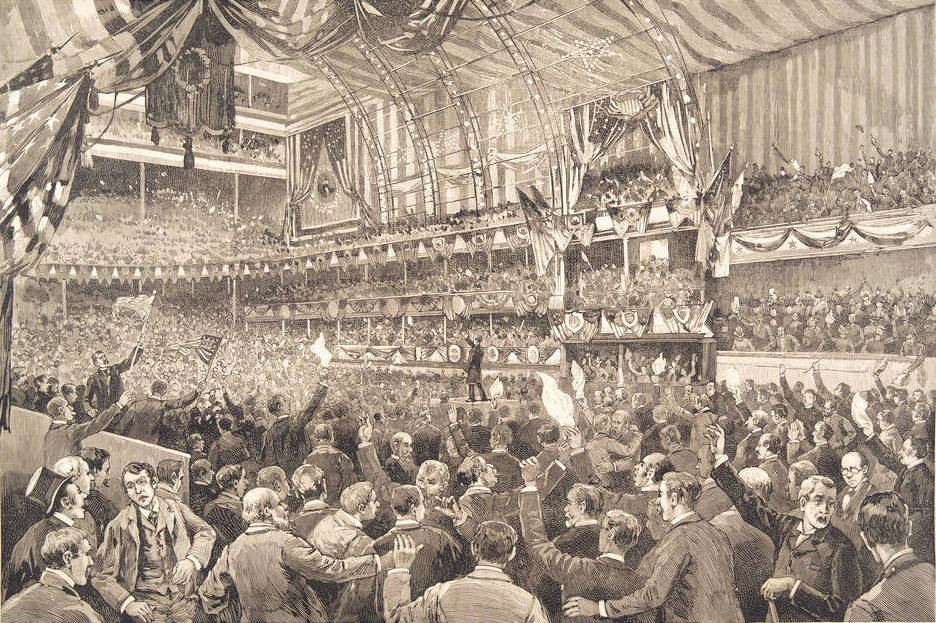
Partidarios del Partido republicano en Chicago, 1888

Se llama partidario todo el que pertenece a un partido. Históricamente se podía decir que un ciudadano era partidario de la monarquía y otro, de la república. 
La palabra partidario tiene también la acepción de guerrillero. Cuando un país está invadido y los ejércitos regulares desmoralizados y sin organización no bastan para defenderlo, sucede que ciudadanos valientes toman espontáneamente las armas y combaten sin orden según las circunstancias, para la defensa de su patria. Estos defensores improvisados se llaman partidarios. La guerra de la Independencia, sostenida por España contra el emperador Napoleón, hizo generales en Europa las voces guerrilleros y guerrillas. Los primeros eran partidarios y las segundas agrupaciones de estos.
Un destacamento se considera partidario cuando opera solo lejos del ejército y bajo sus inspiraciones, sometidas únicamente a las órdenes generales, indicaciones y movimientos del mismo. El objeto de los partidarios o guerrillas es el de sublevar una provincia, inquietar los flancos o espalda del enemigo, coger y destruir sus depósitos o convoyes, hacer algunos prisioneros y sobre todo, engañarle sobre los movimientos del ejército.
El servicio de partidario es el más aventurado. Es preciso que el jefe destinado a este servicio sea inteligente, hábil y audaz y que la tropa que manda tenga igualmente estas cualidades. Su acción no se ejecuta por la fuerza sino por la sorpresa, sus golpes son decididos, rápidos y terribles cuidando de que ninguna traza o señal marque su retirada. Las posiciones ofensivas que debe tomar han de ser siempre emboscadas.